# Gara Les Avins en Condroz
Gara Les Avins en Condroz (ortografiată și Les Avins-en-Condroz sau Les-Avins en Condroz) este o fostă stație de pe linia 126, o cale ferată desființată aproape integral, care asigura legătura între gara Statte și gara Ciney. Stația Les Avins en Condroz este situată în Les Avins, un sector al comunei belgiene Clavier. 
Gara a fost dată în funcțiune pe 1 februarie 1877, odată cu inaugurarea de către compania concesionară „Hesbaye Condroz” a secțiunii Modave – Ciney a căii ferate 126.
În anuarul feroviar din 1922, Les Avins en Condroz era menționată ca o stație de clasa a 4-a, care aparținea de secția Namur. Anuarul feroviar din 1948 o amintește ca o dependență a  gării Clavier. Situată la kilometrul feroviar pk 20+000, ea a funcționat ca stație de călători până pe 11 noiembrie 1962, când circulația trenurilor de persoane între gările Huy-Sud și Ciney a fost sistată.
Clădirea gării încă există în teren și a fost transformată în locuință. În septembrie 2021, proprietarul a scos-o la vânzare pentru un preț începând de la 250.000 de euro.